# Viola merrilliana
Viola merrilliana är en violväxtart som beskrevs av Wilhelm Becker. Viola merrilliana ingår i släktet violer, och familjen violväxter. Inga underarter finns listade i Catalogue of Life.